# 天九

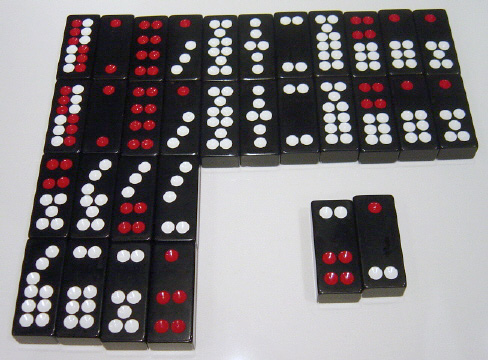
32隻牌九骨牌，上兩排是文牌，左下二排是武牌，右下兩張是至尊宝組合

天九，是種中國骨牌遊戲。

## 歷史
该游戏傳說從宋徽宗宣和年間產生的骨牌宣和牌演化而成。由於天九牌歷史悠久，不同時代甚至不同地方有不同的玩法（包括：結牌、計分）。打天九和麻將一樣，都是中國國粹，但天九在中原幾近失傳，即使在香港，懂得玩天九的亦越來越少。一般人都認為打天九只是一個純粹賭博的遊戲，那是因為大部分人都將打天九與推牌九混為一談。其實天九是一個講求思考、記性、運氣和捉心理的遊戲；其玩法及性質與鋤大D（大老二）和橋牌相似。
打天九與推牌九使用的牌相同，皆為中國骨牌。

## 牌具
一副天九牌共有卅二隻，分為文子（22隻）及武子（10隻），均是以兩顆骰子的不同搭配組合而成。文子包含十一款不同的牌、每款兩隻；而武子包含十隻完全不同的牌，其中有四對（8隻）點數相同但圖案不同的“對應牌”，而剩下的兩隻點數不同（三和六），但也是一對，稱為至尊寶。武子的階級和大小完全對應牌面上的點數，非常易認。雖然同階級的武子（例如下例圖中的左下方兩隻九點的牌）式樣不同，但它們在功能上毫無分別。而文子的點數與階級並無一定的關係，因此初學者最困難的是要認得各文牌和它們的大小階級。

### 文子（或稱文牌）各兩支
- 天（6點+6點）（兩支牌共24點），象徵中國曆法二十四個節氣，文子中最大的牌。
- 地（1點+1點）（兩支牌共4點），象徵大地「東、南、西、北」四個方位。
- 人（4點+4點）（兩支牌共16點），象徵「仁、義、忠、信、禮、智、廉、恥、惻、隱、羞、惡、辭、讓、是、非」十六項為人處事之道德。
- 和／鵝／合／爺（1點+3點）（兩支牌共8點），象徵大和元氣流通“八節”，代表四海升平，國泰民安。
  - 天、地、人、和 又合稱「四大」

- 梅花／梅牌（5點+5點），形狀仿如一雙梅花，故得其名。
- 長三／長衫／長牌（3點+3點），因由兩組「三點」排列成長形，故得其名。
- 板凳（2點+2點），因四點仿如中國古代人日常使用之凳的四隻凳腳，故得其名。
- 斧頭／虎頭／金鐧（5點+6點），形狀仿如一柄「金鐧」，但近代人對鐧這古兵器不太熟悉，故改稱「斧頭」
  - 梅、長、板、斧 又合稱「四素」

- 紅頭十／屏風（4點+6點）
- 高腳七（1點+6點）
- 玲瓏六／零冧六 / 銅鎚六（1點+5點），文子中最小的牌。
  - 紅、高、玲 又合稱「三雜」

### 武子（或稱武牌）
- 九／雜九／紮九（3點+6點、4點+5點）-各一隻，武子中最大的牌
- 八／雜八／紮八（2點+6點、3點+5點）-各一隻
- 七／雜七／紮七（2點+5點、3點+4點）-各一隻
- 六／大頭六／大么／大雞／二四（2點+4點）-一隻
- 五／雜五／紮五（2點+3點、1點+4點）-各一隻
- 三／三雞／細么／細雞／山雞／丁三（1點+2點）-一隻，武子中最小的牌

## 天九牌的不同組合
不同的天九牌可以組成不同的組合，於打天九時，先出牌的人有權選擇出單隻牌（單支）、兩隻牌組合（對牌）、三隻牌組合或四隻牌組合牌。

### 兩隻牌組合

#### 文對（由兩支相同的文子組成）
| 大小順序 | 牌型 | 名稱      | 介紹               |
| -------- | ---- | --------- | ------------------ |
| 最大     |      | 雙天      | 由两支天牌组成     |
| 第二     |      | 雙地      | 由两支地牌组成     |
| 第三     |      | 孖人      | 由两支人牌组成     |
| 第四     |      | 孖鵝/孖和 | 由两支和牌组成     |
| 第五     |      | 孖梅      | 由两支梅花牌组成   |
| 第六     |      | 孖長      | 由两支長三牌组成   |
| 第七     |      | 孖板      | 由两支板凳牌组成   |
| 第八     |      | 孖斧      | 由两支斧頭牌组成   |
| 第九     |      | 孖紅頭    | 由两支紅頭牌组成   |
| 第十     |      | 孖高腳    | 由两支高腳七牌组成 |
| 最小     |      | 孖伶冧    | 由两支伶冧六牌组成 |

#### 武對（由兩支相同的武子組成）
| 大小順序 | 牌型 | 名稱   | 介紹             |
| -------- | ---- | ------ | ---------------- |
| 最大     |      | 雜九對 | 由两支雜九牌组成 |
| 第二     |      | 雜八對 | 由两支雜八牌组成 |
| 第三     |      | 雜七對 | 由两支雜七牌组成 |
| 最小     |      | 雜五對 | 由两支雜五牌组成 |

#### 文武對
| 大小順序 | 牌型 | 名稱 | 介紹                     |
| -------- | ---- | ---- | ------------------------ |
| 最大     | 或   | 天九 | 天牌配任何一支雜九牌组成 |
| 第二     | 或   | 地八 | 地牌配任何一支雜八牌组成 |
| 第三     | 或   | 人七 | 人牌配任何一支雜七牌组成 |
| 最小     | 或   | 和五 | 和牌配任何一支雜五牌组成 |

#### 武尊（簡稱尊）
| 大小順序                       | 牌型 | 名稱                        | 介紹                                                                      |
| ------------------------------ | ---- | --------------------------- | ------------------------------------------------------------------------- |
| 先出為大， 至高無上， 無牌可打 |      | 至尊／至尊寶／皇帝 ／猴王對 | 由三雞牌配大頭六牌组成。 丁三配二四，歇後語“丁三配二四 ─ 絕配” 由此而來， |

#### 文尊（文尊非一般標準牌例，如玩家不選擇文尊玩法，則此牌只視為普通的伶冧六文對。）
| 大小順序                       | 牌型 | 名稱 | 介紹               |
| ------------------------------ | ---- | ---- | ------------------ |
| 先出為大，除了孖高腳外無牌可打 |      | 文尊 | 一對銅錘（伶冧六） |

### 三隻牌組合

#### 三文牌
| 大小順序 | 牌型 | 名稱     | 介紹                         |
| -------- | ---- | -------- | ---------------------------- |
| 最大     | 或   | 三文天九 | 一對天牌配任何一支雜九牌组成 |
| 第二     | 或   | 三文地八 | 一對地牌配任何一支雜八牌组成 |
| 第三     | 或   | 三文人七 | 一對人牌配任何一支雜七牌组成 |
| 最小     | 或   | 三文和五 | 一對和牌配任何一支雜五牌组成 |

#### 三武牌
| 大小順序 | 牌型 | 名稱     | 介紹                 |
| -------- | ---- | -------- | -------------------- |
| 最大     |      | 三武天九 | 天牌配兩支雜九牌组成 |
| 第二     |      | 三武地八 | 地牌配兩支雜八牌组成 |
| 第三     |      | 三武人七 | 人牌配兩支雜七牌组成 |
| 最小     |      | 三武和五 | 和牌配兩支雜五牌组成 |

### 四隻牌組合

#### 四文武牌
| 大小順序 | 牌型 | 名稱   | 介紹                     |
| -------- | ---- | ------ | ------------------------ |
| 最大     |      | 四天九 | 一對天牌配兩支雜九牌组成 |
| 第二     |      | 四地八 | 一對地牌配兩支雜八牌组成 |
| 第三     |      | 四人七 | 一對人牌配兩支雜七牌组成 |
| 最小     |      | 四和五 | 一對和牌配兩支雜五牌组成 |

## 玩法

### 執位
打天九與打麻將相同，亦是四人一檯。各玩家應先選位就坐，接著輪流擲骰（兩顆），擲最大點數者為初局莊家，可先選位，次者再選位，以此類推。

### 開局
在第一局的第一輪開始時，最先出牌的人（頭牌）是由擲骰來決定。該局勝出的玩家將成為下一局的莊家，而其他參與者則稱之為閒家。此玩法稱為「飛莊」；如麻將般讓各玩家輪流做莊，稱為「輪莊」。今時今日一般玩家基本上只採用飛莊之玩法。

### 牌頭（疊牌）
牌頭為開牌的方式。玩家們可自行選擇取牌的方法，最重要的是需確保各位玩家能夠隨機地分得(八隻牌)或(四隻牌)。一般來說，洗好牌後莊家將天九牌疊成一排八隻（正面朝下），共四排疊起的方式。擲骰者一般為莊家（上一局勝出的玩家）之對家。擲骰者於擲骰前必須表明開牌的方式（各家如何取牌）。一般牌頭包含以下數種（依照天九）：
- 開邊-每位玩家由莊家（或擲骰者）左方或右方輪流取牌，各取兩棟（每棟四隻牌）共八隻牌
- 田字-開邊的九十度，左方或是右方輪流取牌，各取兩行（每行四隻牌）共八隻牌
- 輪棟-每位玩家輪流取一棟（共兩次）合共八隻牌
- 間棟-第一位玩家取1、3棟；第二位玩家取2、4棟；第三位玩家取5、7棟；第四位玩家取6、8棟
- 片面（片皮）-每位玩家取最上面的八隻牌
- 挖心（中掘）-第一位玩家取中間兩棟共八隻牌，餘家從中心兩旁各取一棟牌
- 切耳-和中掘相反。第一位玩家取兩旁各一棟共八隻牌，餘家從兩旁各取一棟牌
- 龍頭鳳尾-將尾的兩棟疊起在頭兩棟（即頭兩棟高八隻，餘下四棟高四隻）
- 雙翼齊飛（中掘兩邊飛）-將1、8棟牌疊起在4、5棟上
- 舞三獅-將6、7、8棟牌疊起在1、3、5棟上

擲骰後，以擲骰者為第一位按照逆時針方向開始數起，依擲骰的結果來決定由哪一位玩家開始取牌，而其他玩家則輪流取牌。

### 打牌
打天九的原理跟國際橋牌接近，每家有八隻牌(大天九8隻牌....早期玩法)，也可玩四隻牌(小天九4隻牌..目前極為流行小天九4隻牌)，由莊家先出牌，莊家可以選擇擺出含一至四隻牌的牌型，出牌的類型共有九種（文牌、武牌、文對、武對、文武混合、至尊、三文牌、三武牌、四文武牌），閒家必需以同樣類型跟出，或選擇墊牌，每家出完牌後，最大的一家即勝出該圈（只有同類隊形才可以比較大小），並獲得下一輪的出牌權。
舉例：如莊家先出斧頭對；第二家無任何比斧頭對大的文對，他則必需從手中剩下的牌中選出兩隻墊牌，墊牌時將牌面向下推出，不能讓其他玩家看到；如果第三家有一對梅花對，而他又選擇出牌(即打牌)的話，他則可將牌疊在斧頭對的上面；而如果第四家亦是墊牌，那麼第三家則贏了兩棟牌，並有權於下一圈先出牌。
墊牌則沒有任何限制，墊夠同樣數目便行。如上，一個牌型只能以同樣類型的牌打擊。如果上家出地八的話，玩家只能以天九來壓，而不能用雙天或雜九來攻擊；類似地，雜八對只能用雜九對而不是天九或雙天來打。同樣，三文和三武為不同組合，即使地八比和五大，「三文地八」亦不能壓「三武和五」。打天九的出牌順序是以逆時針輪流出牌及墊牌, 正所謂「上家不打，下家不墊」，玩家必須待上家出牌／墊牌後方可打牌，以免令上家得到額外情報，造成不公平的情況。
打天九牌級別大細如下： 
```
四文武牌打四文武牌 : 四天九、四地八、四人七、四鵝五。 
三文牌打三文牌 : 三文天九、三文地八、三文人七、三文鵝五。 
三武牌打三武牌 : 三武天九、三武地八、三武人七、三武鵝五。 
文對牌打文對牌 : 雙天、雙地、雙人、雙鵝、雙梅、雙長、雙板凳、雙虎頭、雙紅頭十、雙高腳七、雙伶冧六。
武對牌打武對牌 : 雜九、雜八、雜七、雜五。
文武牌打文武牌 : 天九、地八、人七、鵝五。
單隻打法 : 文牌打文牌 : 天、地、人、鵝、梅、長三、板凳、虎頭、紅頭十、高腳七、伶冧六。武牌打武牌 : 九、八、七、大雞六、五、細雞六〔即三〕。 
　
```

註：文武至尊，即一雙伶冧六及大細雞六。各出明大，不能打，先收利錢，即尊錢。 
```
 　武尊（至尊寶）
-一隻六牌配一隻三，先出為大，至高無上（無牌可打）

   文尊
-一對銅錘（拎冧六），先出為大，除了高腳七對外無牌可打（此牌例乃屬於選擇性的玩法）

   至尊玩法 : 1.選擇性的玩法  2.無文尊..只視為一對銅錘六（伶冧六）為普通的文對。
```

### 結牌
任何一方只要贏得每局最後一個回合（無論一至四棟牌）即算勝出，稱之為「結」。結牌者便成為下一局的莊家（這是與麻將不同之處）。若莊家結牌，即可連莊。但結牌有一個基本條件：結牌者終局時必須取得至少兩棟牌才能勝出。所以，任何一家如果於頭七隻牌中沒有取得任何一棟牌，此玩家便無權爭勝該局遊戲，即便最後一隻牌為最大的牌，也必需墊牌（放棄該局）。若然玩家於頭六隻牌沒有贏得任何棟，而最後的兩隻牌是以組合形式打牌，仍有權爭勝。

### 計分
四棟是一個基準，如能贏取4棟視為打和（稱之為歸棟或歸本）。輸家的計算方法是以4減去手中的棟數（例如：輸家有2棟，則他於這局輸2注單位）。如果輸家無棟（稱為空棟），則需多賠1棟，總共5注。若莊家是贏家，需乘以2；如果莊家連莊，則乘以3，4，5倍，以此類推。同樣道理，如果莊家是輸家，也需以兩倍計算；如果莊家連莊，則乘以3，4，5倍，以此類推。每一棟的注碼由玩家隨意自定，沒有限制。
- 例一：東家是莊，東家1棟、南家4棟、西家0棟、北家3棟勝出。
  - 東家輸(4-1)x2=6棟（莊家乘以二）
  - 南家輸4-4=0棟（歸棟）
  - 西家輸4-0+1=5棟（空棟加一）
  - 北家勝6+0+5=11棟

如果輸家的棟數多於4棟（5棟或6棟），則稱為“入一”或“入二”（並沒有“入三”）。入一者可從贏家分得一棟的錢，入二著則可分得兩棟。請注意：倘若莊家敗了牌局，卻入一或入二，該莊家應與閒家一視同仁，其所贏棟數不得加倍獎賞（即莊家倍數為一，無論連多少莊）。
- 例二：東家是莊，東家1棟、南家5棟、西家0棟、北家2棟勝出。
  - 東家輸(4-1)x2=6棟（莊家乘以二）
  - 南家輸4-5=-1棟（入一）
  - 西家輸4-0+1=5棟（空棟加一）
  - 北家勝6-1+5=10棟

## 一般規例

### 墊牌
墊牌是沒有限制的，任何時候也可墊牌，亦可墊任何牌。墊牌時牌面必須向下，不可讓任何人看到墊的牌是什麼。但要切記「上家不打，下家不墊」這一個守則。

### 賀尊
賀尊的意思是當一名玩家有第一個出牌權時，打出文尊（一對銅錘六）或武尊（三配六，又名至尊寶），結牌除外（請參考包尊）。雖然「至尊」此名稱乃象徵至高無上，但它實際上是「無牌可打」，由於此類形並無其他組合，因此既沒有牌可以擊倒至尊，至尊亦不能用來打擊任何其他牌型。至尊需由出牌者第一個先打出（而其他玩家被迫墊牌）。當賀尊時，其餘二家或三家必須立即支付2棟注碼（稱為尊錢）給賀尊的那位玩家，而莊家需要支付4棟注碼（或6，8，10棟如莊有3，4，5連莊）。如果賀尊者本身為莊，則閒家每家要支付4棟給莊，如果莊家連莊，則閒家就需加倍支付(如上)。請注意：有部分玩家並不採納文尊之玩法，只視一對銅錘六（伶冧六）為普通的文對。

### 擒尊
武尊（至尊寶）是無牌可打，所向無敵的；但文尊則有牌可以將之「擒」住。如果有一玩家賀文尊，而另外有玩家有一對高腳七，則可以打文尊，同時可以必須立即向其餘三家收取尊錢。

### 四大賀
四大賀跟賀尊原理一樣，當一名玩家有出牌權時，打出四天九／四地八／四人七／四和五，如果沒有玩家有更大的牌，其餘三家必須立即支付四棟單位給四大賀的那位玩家。如果巧合地有玩家打出更大的四大賀，則當是勝出那為四大賀。

## 特殊結牌方法

### 結
以細么或銅錘六（若採納文尊牌例）-結牌，每單元的分數將以雙倍計算。但將要承受被擒的風險（見么雙擒四）。

### 包尊
以至尊（不論文武）結牌，每單元的分數將以雙倍計算。若玩家選擇採用文尊，便將要承受被擒的風險。在包尊的情況下，其餘三位玩家並不需支付尊錢，但需雙倍計算勝負。（但少數玩家是容許包尊時先收取賀尊尊錢，再收取結牌分數的倍數。）

### 四大包
以四天九／四地八／四人七／四和五結牌，每單元的分數將以四倍計算（則初任莊家便以八倍計算）。但將要承受被擒的風險。

### 七支、八支結
不論七支或八支,均需全取八棟。 但莊打八支的頭牌不可用頂大(天、九或至尊),而且結牌要對或以上。單支結牌的情況下如果是么或明面的最大牌例如雙天已經打了出來後的地就是八支，反之是七支。]
七支以雙倍計,八支四倍計算。尊結再乘以2,賀四結再乘以4。如果由莊開始出牌，
而又一直贏至取得七棟後，最後一棟亦必然為他所取（正因為閒家要結必須取得至少兩棟），所以若然在此情況下，
莊結了也得算七枝。若然莊要算八枝結，他最後的牌必須為天、九、銅錘六、或細么（即最大或最小），又或是以對或以上結牌。

### 雙擒四
以銅錘六／細么結牌稱為么結，每單元的分數將以雙倍計算。如果么牌給一般的牌擊敗，則與正常牌局並無區別，但若然不幸地被高腳七／大么壓制並且結牌，這種情況稱之為“擒”。一旦被擒，么結失敗的玩家要“包賠”其餘玩家的損失給勝者，再以四倍（或雙倍）計算。與打麻將的『包』概念類似。

## 例牌
在每局遊戲開始時，取得例牌者可立刻開牌，亦會是該局的勝利者。分數計算將按手上的牌而決定是七支或八支。一般玩家會於遊戲開始前同意什麼例牌才可以開牌。

### 七枝例牌
- 擁有七隻文子（不常用因為出現機率很高）
- 擁有七隻武子
- 整副牌只有一點紅點，其餘全部是白點

### 八枝例牌
- 擁有八隻文子（不常用因為出現機率很高）
- 擁有八隻武子
- 整副牌全部是白點
- 擁有四對文子或武子（天九、地八、人七、和五合並不算一對）

由於一局只有一位勝利者，因此若莊家與閒家同時取得例牌，莊家有優先權
若兩位閒家同時取得例牌時，便以出牌順序（逆時）決定哪一位玩家獲得優先權。
一般來說，除全白一點紅以外，其他例牌要在開局前先聲明，否則視同作廢。

## 外部連結
- Alone in the Fart - 天九入門 （页面存档备份，存于）

## 另見
- 牌九